# Мальцев, Юрий Сергеевич
Юрий Сергеевич Мальцев (5 февраля 1931, Пермь, Уральская область — 21 марта 1992, Санкт-Петербург) — артист балета и советский актёр.

## Биография
Родился 5 февраля 1931 года. В 1952 году окончил Ленинградское хореографическое училище. Был артистом балета Театра оперы и балета имени С. М. Кирова. По оценке балетоведа В. А. Звёздочкина «очень „телесный“, „мужской“ по пластике танцовщик».
В 1960 году снялся в фильме-балете Л. Якобсона «Хореографические миниатюры». Позднее играл в эпизодах художественных фильмов, не связанных с балетом.
Автор рисунков к учебнику Н. Серебренникова «Поддержка в дуэтном танце» (изд. «Искусство» Ленинградское отделение, 1969).
Танцевал партии в балетах:
- Тарас Бульба (Тарас Бульба) (1962)
- Боксёр (Клоп) (1962)
- Хан (Конёк-Горбунок) (1963)

Скончался в Санкт-Петербурге 21 марта 1992 года.

## Фильмография
1. 1968 — Интервенция — эпизод
2. 1969 — Пятеро с неба — эпизод
3. 1972 — Дела давно минувших дней… — Иван Николаевич Сердюков
4. 1973 — Умные вещи (ТВ) — эпизод
5. 1974 — Одиножды один — рабочий, работает вместе с Коляном
6. 1974 — Сержант милиции (ТВ) — милиционер в тюрьме (3-я серия)
7. 1974—1977 — Блокада — Хозин (во всех 4-х сериях)
8. 1975 — Звезда пленительного счастья — офицер
9. 1976 — Длинное, длинное дело — эпизод
10. 1978 — Артём — Дмитрий
11. 1980 — Лес — эпизод
12. 1981 — Наше призвание — эпизод (1-я серия)
13. 1981 — Эзоп (ТВ) — Эфиоп, немой раб Ксанфа
14. 1982 — С тех пор, как мы вместе — эпизод
15. 1984 — Невероятное пари, или Истинное происшествие, благополучно завершившееся сто лет назад (фильм) (ТВ) — батрак, грузит мешки с мукой
16. 1984 — Три процента риска — эпизод
17. 1986 — Я — вожатый форпоста (ТВ) — эпизод
18. 1988 — Физики
19. 1989 — Посвящённый — эпизод
20. 1990 — Палач — гардеробщик